# NGC 6199
NGC 6199 је појединачна звезда у сазвежђу Херкул која се налази на NGC листи објеката дубоког неба.
Деклинација објекта је + 36° 3' 34" а ректасцензија 16h 39m 28,9s. Привидна величина (магнитуда) објекта NGC 6199 износи 13,9 а фотографска магнитуда 14,8.